# Ма Ньюччи
Ма Ньюччи (англ. Ma Gnucci), также известная как Изабелла Ньюччи (англ. Isabella Gnucci) — персонаж комиксов издательства Marvel Comics. Криминальный авторитет Нью-Йорка, враг Карателя. Имеет двух сыновей Эдди и Бобби Ньюччи, известных в Нью-Йорке наркодилеров и преступников.

## История публикации
Персонаж Ма Ньюччи был создан Гартом Эннисом и Стивом Диллоном и впервые появился в The Punisher Vol. 5, № 4 (июль 2000).
Впервые Ма упоминается в первых трёх выпусках The Punisher Vol. 5; в них же другие персонажи слышат её голос через телефоны и домофоны, однако лично она не появляется. Первое появление Ма происходит в номере № 4. Персонаж присутствует в восьми последующих выпусках тома, а также играет роль в событиях Deadpool Vol. 1, № 54-55 и Punisher: War Zone Vol. 2, № 1-6.
Ма получила записи в Marvel Encyclopedia #5, All-New Official Handbook of the Marvel Universe #4 и Official Handbook of the Marvel Universe A-Z #4.

## Биография

### «Добро пожаловать, Фрэнк»
Когда Каратель возобновляет свою войну с преступностью в Нью-Йорке, он объявляет о своем возвращении, убив трёх сыновей Ма Ньюччи, главы преступной семьи Ньюччи. В ответ Ма требует от Департамента полиции Нью-Йорка создать Целевую группу по изучению Карателя (которая, без ведома Ма, является синекурой, состоящей всего из двух человек), а также нанимает консультанта и трёх наёмных убийц для уничтожения Карателя. Однако Карателю удаётся расправиться и с консультантом, и с убийцами. Каратель следует за этим, отмахиваясь от брата Ма, Дино.
Каратель шпионит за Ма и её телохранителями, однако последние замечают его. Карателю удаётся скрыться в зоопарке Центрального парка, где он натравливает животных на своих преследователей. Ма подвергается атаке белых медведей; в итоге она выживает, но теряет волосы и конечности. Спустя десять дней она предлагает вознаграждение в десять миллионов долларов любому, кто может убить Карателя. Один из соседей Карателя, желая получить награду, выдаёт Ма местонахождение её врага. После этого она посылает несколько десятков своих подручных для расправы с Карателем: последнему удаётся одолеть всех противников, но, из-за полученных в ходе боя травм, он временно теряет боеспособность.
Тем временем Ма нанимает Русского, наёмника и убийцу с почти сверхчеловеческими силами и давнего врага Карателя, чтобы он убил его. Однако Карателю удаётся убить Русского, после чего он едет в особняк Ма и запугивает её людей, показывая им отрубленную голову Русского. Он поджигает особняк Ма; последняя, будучи не в силах ему помешать, лишь выкрикивает оскорбления в его адрес. Когда огонь уничтожает здание, Ма прыгает из окна и пытается атаковать Карателя, вцепившись в его ногу. Каратель бросает Ма обратно в её пылающий дом, где она и находит свою смерть.

### Наследие
Питер, племянник Ма и последний оставшийся член семьи Ньюччи, узнает, что он может стать наследником всего состояния Ма, но только в случае смерти Карателя. С этой целью Питер нанимает Дэдпула, чтобы убить Карателя. После смерти Карателя (впоследствии оказавшейся фиктивной), Питер становится владельцем чека на получение всех денег Ма, но теряет его. Во время поисков чека Питера сбивает грузовик.
Через девять лет после смерти Ма появляется вновь, заявляя, что сбежала из ада с намерением объединить все нью-йоркские преступные семьи против Карателя. На самом деле, «воскрешение» Ма — это мистификация, организованная новым Элитой, который считает, что может деморализовать Карателя, используя для этого двойника Ма. В итоге все планы врагов Карателя рушатся, а сами они гибнут от его рук.

## Вне комиксов

### Видеоигры
Ма Ньюччи является одним из антагонистов в игре The Punisher. Озвучена Сафреной Хендерсон. Ма нанимает Бушвокера, для расправы с Карателем в отместку за убийство им её сыновей — Эдди и Бобби. Каратель пробивается в особняк Ма, где сталкивается с Бушвокером. Последний, проиграв бой с Карателем, перед смертью поджигает библиотеку, и пламя охватывает все поместье Ньюччи. В панике Ма закрывается в своем кабинете, где её позже находит и выбрасывает из окна Каратель. В игре Ма выступает как одна из приспешников Кингпина.